# Ectomis
Ectomis este un gen de fluturi din familia Hesperiidae, subfamilia Eudaminae. 